# Carex appalachica
Carex appalachica là một loài thực vật có hoa trong họ Cói. Loài này được J.M.Webber & P.W.Ball mô tả khoa học đầu tiên năm 1979.